# Göran Graffman
Eric Göran Graffman, född 12 februari 1931 i Vasa församling i Göteborg, död 18 november 2014 i Stockholm, var en svensk skådespelare och regissör. Kanske var han mest känd för filmatiseringen av Gunnel Lindes bok Den vita stenen 1973 samt Astrid Lindgrens bokserie Madicken 1979, båda med (den blivande) hustrun Monica Nordquist i rollen som huvudpersonens mor.

## Biografi
Göran Graffman var son till hovrättslagmannen Gösta Graffman och Gunhild Josephson född i släkten Josephson. Efter studentexamen i Sigtuna 1950 gick han Göteborgs stadsteaters elevskola 1951–1954. Graffman var sedan början av 1950-talet verksam som skådespelare vid Göteborgs stadsteater och har sedan verkat vid bland annat Stockholms stadsteater, TV-teatern och Radioteatern. 1967 kom han till Dramaten, där han sedan i stort sett kom att stanna. Han arbetade där bland annat i flera uppmärksammade uppsättningar i regi av Per Verner-Carlsson, såsom det speciella experimentet Pelikanenx2 på radio och scen 1968, som Gustav III i Kastrater (1977) och i Senecas död (1982), båda av Sven Delblanc. Han har arbetat med regissörer som Ingmar Bergman, Alf Sjöberg och kanadensiske Robert Lepage och i verk av Erland Josephson, såsom huvudrollen i urpremiären av En talande tystnad (1984).
Från 1970-talet verkade han också som regissör, till exempel av Lars Noréns Natten är dagens mor (1983), Sverigepremiären av Bernard-Marie Koltès Negerns och hundarnas kamp (1986), P.O. Enquists I lodjurets timma (1988), Hjalmar Bergmans Swedenhielms (1990) och Döden och flickan (1992). 1981 regisserade han August Strindbergs Fadren (samt ett samprojekt med kända svenska skådespelare) på teatern Circle in the Square på Broadway i New York. För TV har han regisserat bland andra Sławomir Mrożeks Tango (1972), filmatiseringen av Gunnel Lindes barnbok Den vita stenen (1973), filmatiseringen av Astrid Lindgrens Madicken (1979), Strindbergs Oväder (1988) samt filmen Long Weekend (1992).

### Familj
Graffman var gift första gången med skådespelaren Maj-Britt Lindholm 1960–1974 och andra gången med Monica Nordquist från 1989 fram till sin död. Han är far till företagsledaren Mats Graffman (född 1961) och skådespelaren Per Graffman (född 1962) i första äktenskapet samt regissören Emil Graffman (född 1974) med andra hustrun. Göran Graffman är begravd på Skogskyrkogården i Stockholm.

## Filmografi i urval
- 1960 – I Arlands by
- 1962 – Siska – en kvinnobild
- 1963 – Smutsiga händer
- 1963 – Sällskapslek
- 1964 – För att inte tala om alla dessa kvinnor
- 1966 – Adamsson i Sverige
- 1968 – Murkes samlade tystnad
- 1969 – Ni ljuger
- 1970 – Reservatet (TV)
- 1973 – Den vita stenen (TV-serie)
- 1974 – Purpurgreven (TV)
- 1975 – Pojken med guldbyxorna (TV-serie)
- 1979 – Du är inte klok Madicken
- 1980 – Mannen som blev miljonär
- 1981 – Proserpin
- 1981 – Rasmus på luffen
- 1985 – August Strindberg ett liv
- 1988 – Stoft och skugga (TV-serie)
- 1989 – Förhöret
- 1990 – Apelsinmannen
- 1991 – Kopplingen
- 1991 – Rosenbaum (TV-serie)
- 1995 – Anmäld försvunnen (TV-serie)
- 1995 – Snoken (TV-serie)
- 1999 – Stora och små mirakel
- 2004 – Danslärarens återkomst (TV-serie)
- 2005 – Borkmanns punkt
- 2007 – Isprinsessan
- 2009 – Wallander – Cellisten

## Regi TV/film
- 1972 – Tango
- 1973 – Den vita stenen (TV-serie)
- 1974 – Skuggan av en hjälte
- 1979 – Du är inte klok Madicken
- 1979 – Madicken (TV-serie)
- 1988 – Oväder
- 1989 – Det var då...
- 1992 – Long Weekend

## Teater

### Roller (ej komplett)
| År   | Roll                                                               | Produktion                                                               | Regi                | Teater                                        |
| ---- | ------------------------------------------------------------------ | ------------------------------------------------------------------------ | ------------------- | --------------------------------------------- |
| 1952 | Dino del Moro                                                      | Den döda drottningen (La Reine morte) Henry de Montherlant               |                     | Göteborgs stadsteater                         |
| 1953 | Leander, Leonoras hjärtevän                                        | Den jäktade (Den stundesløse) Ludvig Holberg                             |                     | Göteborgs stadsteater, 1 maj 1953             |
| 1953 |                                                                    | I Italien Hjalmar Bergman                                                | Lars-Erik Liedholm  | Korallen, Stenungsund                         |
| 1954 | Badin, negern                                                      | Gustav III August Strindberg                                             |                     | Göteborgs stadsteater, 13 januari 1954        |
| 1955 | Markisen Carlo di Nolli                                            | Henrik IV (Enrico IV) Luigi Pirandello                                   | Per-Axel Branner    | Nya Teatern                                   |
| 1956 | Peter Niles                                                        | Klaga månde Elektra (Mourning Becomes Electra) Eugene O'Neill            |                     | Göteborgs stadsteater, 28 mars 1956           |
| 1957 | Le Beau                                                            | Som ni behagar (As you Like it) William Shakespeare                      |                     | Göteborgs stadsteater, 22 november 1957       |
| 1961 | Sändebudet                                                         | Balkongen (Le balcon) Jean Genet                                         | Frank Sundström     | Uppsala stadsteater                           |
| 1961 | Romeo                                                              | Romeo och Julia (The Tragedy of Romeo and Juliet) William Shakespeare    | Frank Sundström     | Uppsala stadsteater                           |
| 1962 | Feif, sekreterare                                                  | Karl XII August Strindberg                                               | Frank Sundström     | Uppsala stadsteater                           |
| 1962 |                                                                    | Hjälten Alfred Werner                                                    | Sandro Malmquist    | Uppsala stadsteater                           |
| 1962 |                                                                    | Kassabrist Vilhelm Moberg                                                | Johan Bergenstråhle | Uppsala stadsteater                           |
| 1963 | Le Beau                                                            | Som ni behagar (As you Like it) William Shakespeare                      | Frank Sundström     | Uppsala stadsteater                           |
| 1963 |                                                                    | Cyrano de Bergerac Edmond Rostand                                        | Hans Abramson       | Uppsala stadsteater                           |
| 1964 | Said                                                               | Skärmarna (Les Paravents) Jean Genet                                     | Per Verner-Carlsson | Stockholms stadsteater                        |
| 1964 | Pamphilius                                                         | Karusellen (The Apple Cart) George Bernard Shaw                          | Georg Funkquist     | Stockholms stadsteater                        |
| 1965 | Kung Ferdinand                                                     | Isabella (Isabella, tre caravelle e un cacciaballe) Dario Fo             | Frank Sundström     | Stockholms stadsteater                        |
| 1967 | Kavaljeren Armador                                                 | Röd magi                                                                 |                     | Dramaten 1967-10-20                           |
| 1968 | Mågen Axel                                                         | Pelikanen x 2                                                            |                     | Dramaten 1968-02-24                           |
| 1968 | Ferdinando                                                         | Sommarnöjet                                                              |                     | Dramaten 1968-08-30                           |
| 1968 | Prins Arthur                                                       | Tidig morgon                                                             |                     | Dramaten 1968-11-22                           |
| 1969 | En kypare                                                          | Carl XVI Joseph                                                          |                     | Dramaten 1969-02-20                           |
| 1969 | Jimmy                                                              | Tolvskillingsoperan (Die Dreigroschenoper) Kurt Weill och Bertolt Brecht | Alf Sjöberg         | Dramaten                                      |
| 1969 | Max                                                                | Bröllopsfesten (Hochzeit) Elias Canetti                                  | Donya Feuer         | Dramaten                                      |
| 1970 | Acaste                                                             | Misantropen (Le Misanthrope) Molière                                     | Frank Sundström     | Dramaten                                      |
| 1974 | Rosencrantz                                                        | Hamlet William Shakespeare                                               |                     | Dramaten 1974-04-11                           |
| 1974 | Kardinal Belarmi Matematikern                                      | Galilei (Leben des Galilei) Bertolt Brecht                               |                     | Dramaten 1974-12-14                           |
| 1975 | Curio                                                              | Trettondagsafton (Twelfth Night, or What You Will) William Shakespeare   |                     | Dramaten 1975-03-07                           |
| 1979 | Gilbert Courteliu                                                  | Kärleksköpet                                                             |                     | Dramaten 1979-10-06                           |
| 1982 | Läraren                                                            | Klassfiende                                                              |                     | Dramaten 1982-01-09                           |
| 1982 | Harald Böblinger                                                   | Läkare                                                                   |                     | Dramaten 1982-04-03                           |
| 1982 | Alexis                                                             | Senecas död                                                              |                     | Dramaten 1982-09-17                           |
| 1984 | Johan                                                              | En talande tystnad                                                       |                     | Dramaten 1984-10-05                           |
| 1985 | Medverkande                                                        | Titanics undergång (läsning)                                             |                     | Dramaten 1985-03-29                           |
| 1990 | John Honeyman, amerikansk nedrustningsförhandlare                  | En skogspromenad                                                         |                     | Dramaten (samprod med Riksteatern) 1990-02-13 |
| 1990 | Arvid Horn                                                         | Carl XII August Strindberg                                               | Jan Bergman         | Dramaten                                      |
| 1993 | K                                                                  | Tupilak Per Olov Enquist                                                 | Pia Forsgren        | Dramaten                                      |
| 1994 | Indras röst Sufflösen Den blinde Dekanus för teologiska fakulteten | Ett drömspel August Strindberg                                           | Robert Lepage       | Dramaten                                      |
| 2001 | Geoffrey Thornton                                                  | Påklädaren (redovisning)                                                 |                     | Dramaten 2001-03-09                           |
| 2002 | Bent, faderns kollega                                              | Festen                                                                   |                     | Dramaten 2002-04-13                           |
| 2002 | Mikael Anckersvärd                                                 | Gustaf III & Dramaten                                                    |                     | Dramaten 2002-06-04                           |
| 2003 | Gavenstein                                                         | Farmor och vår Herre Hjalmar Bergman                                     | Christian Tomner    | Dramaten                                      |

### Regi (ej komplett)
| År   | Produktion                                 | Upphovsmän                                                  | Teater                                         |
| ---- | ------------------------------------------ | ----------------------------------------------------------- | ---------------------------------------------- |
| 1965 | Offret                                     | Lennart F. Johansson                                        | Stockholms stadsteater på Lilla Teatern        |
| 1966 | Sprutt You'll Come to Love Your Sperm Test | John Antrobus Översättning Björn Lindroth och Ove Magnusson | Stockholms stadsteater                         |
| 1976 | En månad på landet                         |                                                             | Dramaten                                       |
| 1981 | The Father                                 |                                                             | Circle in the Square, New York                 |
| 1982 | O-Neill o Strindbergsafton                 |                                                             | New York 1982-11-11                            |
| 1983 | Natten är dagens mor                       | Lars Norén                                                  | Dramaten 1983-03-26                            |
| 1983 | Dödsdansen                                 | August Strindberg                                           | Dramaten                                       |
| 1985 | Den svältande klassens förbannelse         |                                                             | Dramaten 1985-02-15                            |
| 1985 | Riksrevisorn                               | Nikolaj Gogol                                               | Dramaten                                       |
| 1986 | Slavarnas ö                                |                                                             | Dramaten 1986-02-21                            |
| 1986 | Negerns och hundarnas kamp                 |                                                             | Dramaten 1986-12-06                            |
| 1987 | En underbar utsikt                         |                                                             | Dramaten 1987-10-17                            |
| 1988 | I lodjurets timma                          | Per Olov Enquist                                            | Dramaten 1988-04-09                            |
| 1988 | Den 25. timen I lodjurets timma            | Per Olov Enquist Översättning Ole Jacob Bull                | Nationaltheatret, Oslo                         |
| 1990 | En skogspromenad                           |                                                             | Dramaten (samprod. med Riksteatern) 1990-02-13 |
| 1990 | Swedenhielms                               | Hjalmar Bergman                                             | Dramaten 1990-09-14                            |
| 1992 | Döden och flickan                          |                                                             | Dramaten 1992-08-29                            |

## Radioteater

### Regi (ej komplett)
| År   | Roll                     | Produktion    |
| ---- | ------------------------ | ------------- |
| 1974 | Vi måste tala med kungen | Dieter Kühn   |
| 1976 | Ansiktet i skuggan       | Per Lindeberg |